# Monastero di Sant'Orsola
L'ex-monastero di Sant'Orsola di Firenze si trova in un isolato tra via Sant'Orsola, via Guelfa, via Panicale e via Taddea.

## Storia
Fu fondato nel 1309 come piccolo monastero femminile satellite rispetto alla chiesa di San Lorenzo. Gradualmente ingrandito, in parallelo con l'urbanizzazione della zona, fu ampliato, dapprima intorno al 1320 e poi nell'ultimo quarto del Trecento, dalle monache benedettine, che lo abitarono fino al 1435, sostituite quindi dalle francescane. Le indagini archeologiche nella chiesa hanno confermato che il suo asse fu sempre nord-sud e mai est-ovest come si vede nella pianta del Buonsignori: si tratta di uno dei rari casi di errore del cartografo, che probabilmente poté solo intuire le forme interne del monastero dalle pareti perimetrali, essendo accessibile solo alle monache. 

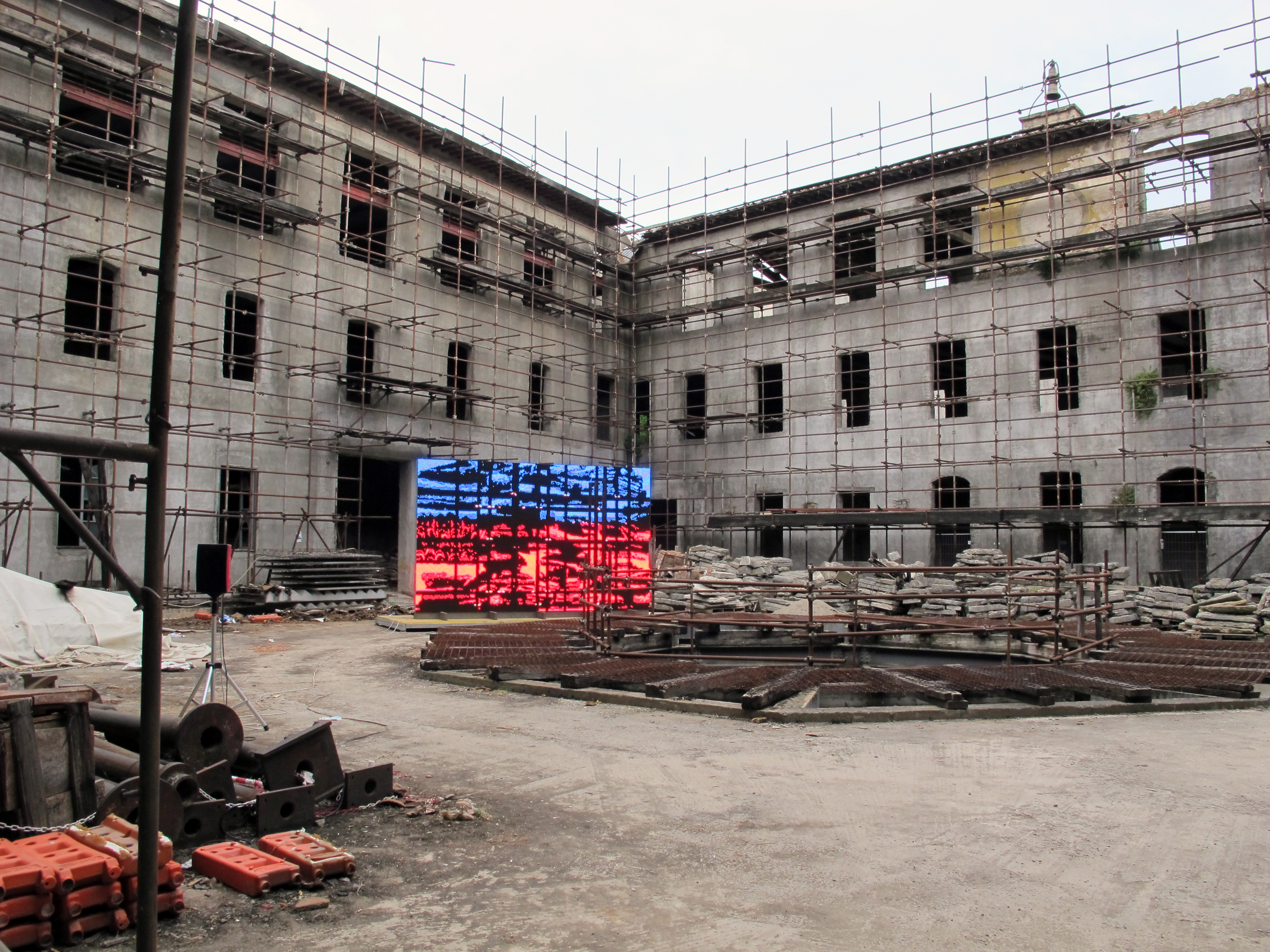
Il chiostro Grande

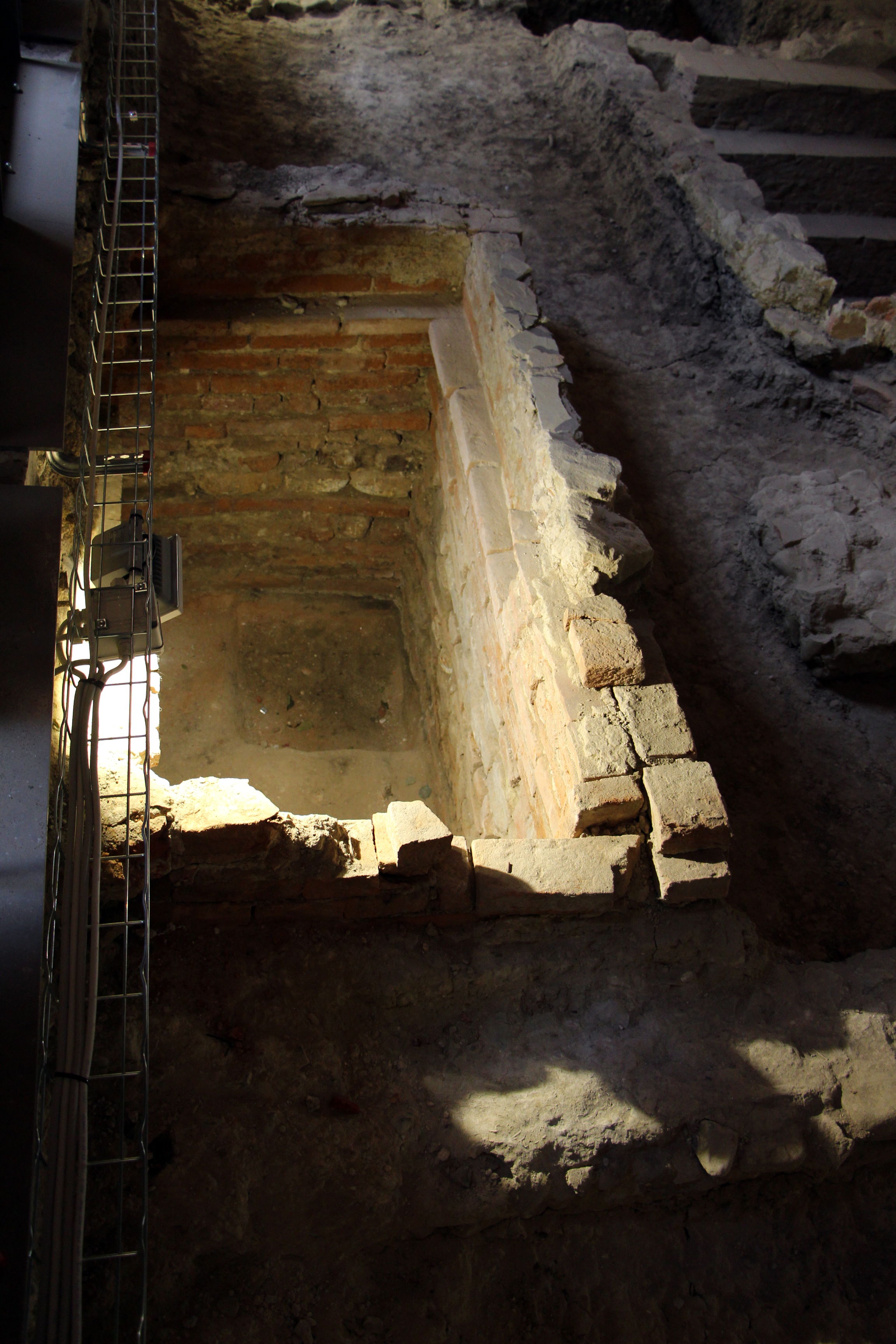
La possibile tomba di Lisa Gherardini, nell'ex-chiesa di Sant'Orsola

Nella chiesa del monastero, nel 1542, fu certamente sepolta Lisa Gherardini del Giocondo, probabile modella della Gioconda dipinta da Leonardo da Vinci. Qui aveva vissuto gli ultimi anni di vedovanza, vicino alla figlia Marietta (suor Ludovica) monaca a Sant'Orsola. Il sepolcro della Gherardini è stato individuato nel corso della prima campagna di scavi del 2011-2012, anche se l'identificazione dei resti non ha trovato ancora elementi certi. Si tratta di uno dei cassoni per sepolture multiple situato all'interno della navata della chiesa, più precisamente quello laterale, localizzato lungo il margine sud-ovest della chiesa monastica. Al contrario di quanto riferito da fonti di scarsa affidabilità scientifica, le sepolture terragne privilegiate, disposte intorno all'altare, sono certamente più antiche (inquadrabili, cioè, tra la fine del Trecento e la prima metà del Quattrocento), mentre i resti recuperati negli altri ambienti funerari (cripta sotto l'altare e cassone centrale) appartengono ad ambiti cronologici posteriori. Nel cassone laterale sono stati trovati tre inumati, uno dei quali, molto probabilmente, di sesso femminile. L'orientamento degli scheletri fa datare le sepolture a prima dello spostamento dell'altare (1547): sono ancora in corso le indagini per il confronto del DNA con i figli della Gherardini, sepolti, insieme al marito, nella cappella dei Martiri alla Santissima Annunziata.
A partire dalla metà del Cinquecento, la chiesa monastica viene ristrutturata in senso controriformato, con la traslazione dell'altare a sud e la contestuale realizzazione di una cripta funeraria, probabilmente destinata esclusivamente alle religiose. Contemporaneamente, le monache fecero edificare una seconda chiesa, sull'altro lato del chiostro, che non era aperta a nessun esterno, e che riprendeva la forma, l'orientamento e le dimensioni della chiesa madre, con l'altare rivolto a nord. In ciò è stata letta una certa resistenza delle religiose ad applicare le nuove regole imposte dal Concilio di Trento.
Di notevolissima rilevanza l'individuazione, nel corso delle indagini archeologiche, di rituali di consacrazione che hanno previsto l'inserimento di monete nella pedana d'altare e il seppellimento di oggetti legati alla pratica del culto all'interno di un pozzetto scavato nell'area presbiteriale.
Il monastero venne soppresso agli inizi dell'Ottocento dai francesi e dal 1810, dopo lavori di ristrutturazione dell'architetto Bartolomeo Silvestri, divenne manifattura di tabacchi del sigaro toscano.

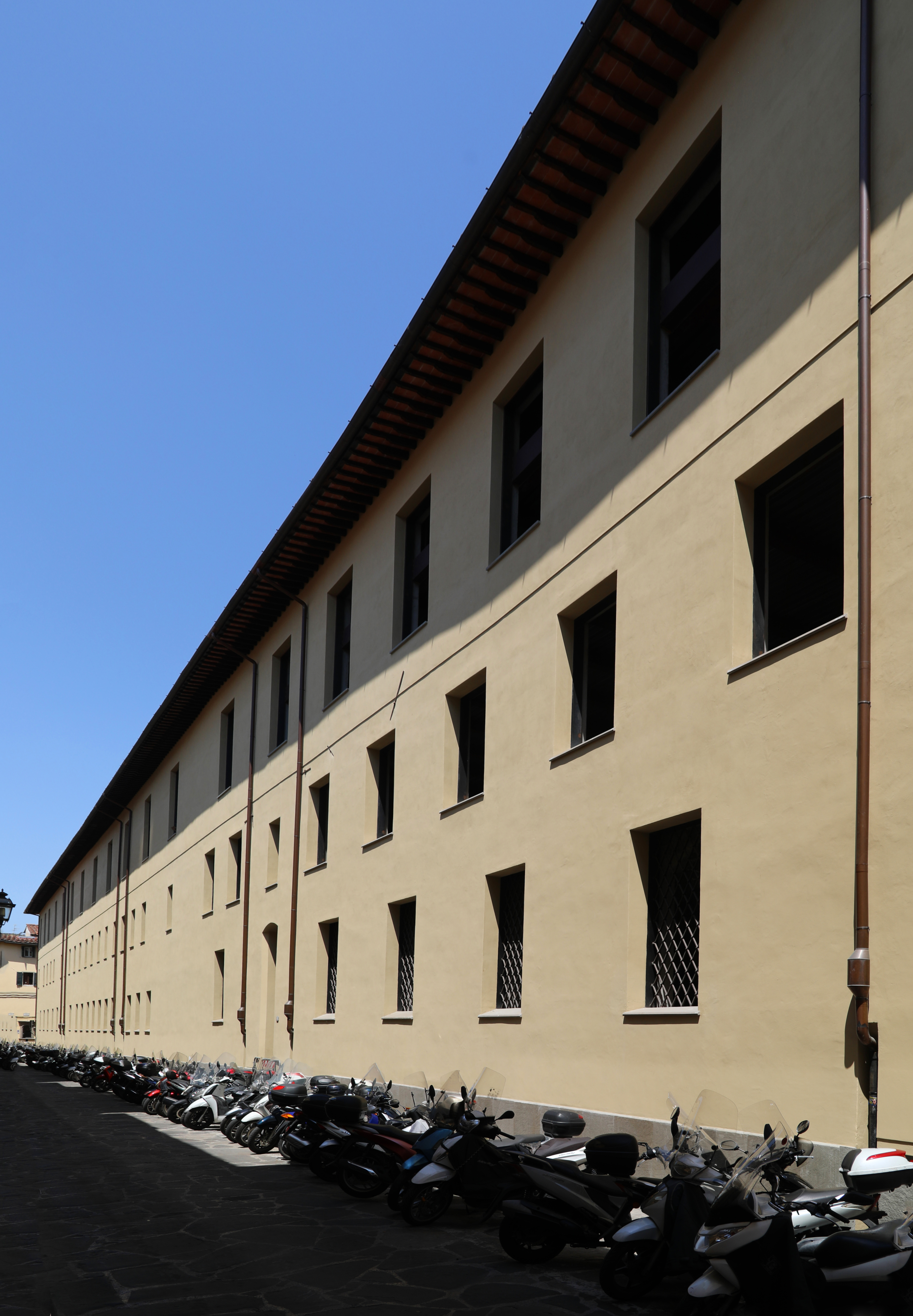
Veduta di Sant'Orsola dopo i restauri esterni

Conservò questa destinazione fino all'apertura della Manifattura Tabacchi presso piazza Puccini, risalente al 1940, ed in seguito ospitò un centro di ricovero per gli sfollati e poi alcune aule e uffici dell'Università di Firenze. Negli anni '80 venne acquistato dal demanio per crearvi una caserma della Guardia di Finanza. Iniziarono i lavori di ristrutturazione verso il 1985, che portarono alle manomissioni più evidenti della struttura: tutte le murature vennero imbracate con rete di ferro e coperte di cemento; anche i pavimenti vennero sigillati da gittate di cemento, ma, improvvisamente, i finanzieri si resero conto che quella sede non era adatta per le loro esigenze e abbandonarono il progetto.
Da allora il complesso è rimasto recintato in una gabbia di ponteggi e lamiere, poi rimossi, a spese però della muratura di tutte le aperture verso l'esterno. Ostaggio per molti anni della burocrazia, il complesso è stato infine sbloccato dal demanio e passato alla Provincia di Firenze, con l'intermediazione della Regione Toscana (2004). I tentativi di coinvolgere i privati in progetti di recupero, rinnovati anche con nuovi bandi negli anni 2013 e 2014, non hanno ancora dato frutti, ma hanno coinvolto le istituzioni e gli abitanti del quartiere in temporanee aperture e iniziative culturali. Tra l'altro le pareti esterne della struttura tra via Guelfa e via sant'Orsola, dal 2012 sono teatro dell'installazione dell'artista ceco Vaclav Pisvejc, che le ha ricoperte di facsimile di dollari americani.